# 化學猴子
化學猴子樂團（英語：Chemical Monkeys Band）是一組臺灣樂團，於2009年12月15日以4人组合正式出道。樂團創始者小任，是2004年臺灣首支嘻哈搖滾團體六甲樂團主唱之一，協同六甲樂團貝斯手翔，及前搖搖椅樂團團長張博彥(阿博)、協同前搖搖椅樂團鼓手，時任拾參樂團鼓手廖偉棠(廖we)於2010發行首張同名專輯。隨後廖we離團，2012年鼓手麥基加入，發行第二張抒情搖滾創作專輯《陪在你身邊》，同名單曲為民視連續劇廉政英雄片尾曲。
2014年，發行第三張電子搖滾專輯《全面啟動》。2018年9月28日發行團體第四張專輯《人》。

## 成員資料
| 樂團成員本名 | 樂團成員暱稱 | 樂團配置 | 英文名 |
| ------------ | ------------ | -------- | ------ |
| 任中強       | 小任         | 主唱     | Zain   |
| 吳世翔       | 翔           | 貝斯手   | Sam    |
| 麥基         | 麥基         | 鼓手     | Maycy  |
| 張博彥       | 阿博         | 吉他手   | Bryan  |

第一張專輯後第一任鼓手"廖偉棠-廖we(亞當Adam)"離開
第二張專輯新任鼓手"麥基"加入

## 音樂作品

### 錄音室專輯
| 發行年分 | 發行日期       | 專輯名稱                | 唱片公司 |
| 2010年   | 2010年11月9日  | 《化學猴子》            | 擎天娛樂 |
| 2012年   | 2012年3月15日  | 《陪在你身邊》          | 擎天娛樂 |
| 2014年   | 2014年12月26日 | 《INNOVATION 全面啟動》 | 擎天娛樂 |
| 2018年   | 2018年9月28日  | 《人》                  | 十全媒體 |

#### 原聲帶
- 2012年7月31日《廉政英雄電視原聲帶》 - 翱翔

## 相關連結
- 化學猴子樂團 Chemical Monkey Band 粉絲專頁